# Poly-Olbion
Poly-Olbion est un poème topographique composé en 1612 par l'Anglais Michael Drayton (1563-1631), décrivant l'Angleterre et le Pays de Galles.